# Калашников, Олег Иванович
Оле́г Ива́нович Кала́шников (укр. Олег Іванович Калашніков; 6 ноября 1962, Ровно, Украинская ССР — 15 апреля 2015, Киев) — украинский политик, член Партии регионов, депутат Верховной рады Украины V созыва.
Застрелен 15 апреля 2015 года в Киеве.

## Биография

### Образование
В 1978—1980 годах учился в Калининском суворовском военном училище, в 1980—1984 — в Киевском высшем общевойсковом командном дважды Краснознамённом училище имени М. В. Фрунзе по специальности «командно-тактическая разведка». Референт-переводчик китайского языка. В 1987 году окончил Первые офицерские курсы «Выстрел» по специальности «офицер военной разведки».
В 2001—2003 годах учился в Украинской академии государственного управления при Президенте Украины по специальности «государственное управление», специальность «магистр государственного управления». В 2003—2007 годах обучался в аспирантуре Национальной академии государственного управления при Президенте Украины по специальности «теория и история государственного управления». С 2008 года учился в Европейском университете на юридическом факультете.

### Трудовая деятельность
В 1978—1997 годах проходил службу на командных и штабных должностях в Вооружённых Силах СССР и Вооружённых Силах Украины, воинское звание полковник. Участник ликвидации аварии на Чернобыльской АЭС в 1986 году. С 1997 года — председатель Всеукраинской общественной организации «Общевоинский союз Украины».
В 2006—2007 годах — народный депутат Украины V созыва. Прошёл в парламент под № 161 списка Партии регионов. Вошёл в комитет Верховной рады Украины по вопросам национальной безопасности и обороны, стал членом нескольких групп по межпарламентским связям с иностранными государствами. На перевыборах Рады в 2007 году Калашников не был включен в избирательный список ПР.
Осенью 2012 года баллотировался от Партии регионов в Верховную раду VII созыва по одномандатному округу № 218 в Киеве, но проиграл выдвиженцу «Батькивщины» Владимиру Арьеву и занял четвёртое место (6,05 %). Также проиграл выборы в 2014 году, заняв 7-е место на 218 округе с 2,57 % голосов).
Являлся сопредседателем форума общественности Украины «Государственность», вице-президентом гражданского антикоррупционного форума «Хватит!», соучредителем Общенационального гражданского движения «Послужим Отечеству вместе!».
Во время Евромайдана участвовал в организации проведения мероприятий «Антимайдана» в Мариинском парке Киева.

## Скандалы
В июле 2007 года Олег Калашников напал на съёмочную группу телеканала СТБ, которая снимала митинг Партии регионов; журналистка канала обвинила его в избиении.

## Убийство
Убит 15 апреля 2015 года в результате огнестрельного ранения у дверей своей квартиры на проспекте Правды между 18 и 19 часами вечера, убийцей было сделано несколько выстрелов.
УВД Киева возбудило уголовное дело по статье 115 УК — «Умышленное убийство». По словам советника главы МВД Украины Антона Геращенко, рассматриваются несколько вариантов:
- политическая деятельность, в том числе «связанная с участием в организации, финансировании и модерации так называемого титушечного Антимайдана в Мариинском парке». По этим событиям рассматривалась возможность его допроса[4].
- бизнес-интересы,
- личные отношения,
- убийство с целью ограбления.

Родственники погибшего сообщали о физических угрозах в его адрес за политические взгляды, в частности, за призыв широко отмечать 70-летие победы в Великой Отечественной войне. Калашников сообщал знакомым, что ему поступают угрозы после того, как его личные данные, включая домашний адрес, были опубликованы на сайте «Миротворець», «открытой базы», инициатором создания которой по одной версии являлся Антон Геращенко, по его собственным словам — группа волонтёров под руководством Георгия Туки.
Ответственность за убийства Калашникова, а также Чечетова, Пеклушенко, Мельника и Бузины взяла на себя организация «Украинская повстанческая армия».
К тщательному расследованию убийства призвала представитель Госдепа США Мари Харф.
Расследование убийства было взято президентом Украины Петром Порошенко под личный контроль.
25 мая по делу Калашникова были вызваны на допрос народные депутаты Сергей Лёвочкин и Сергей Клюев. По словам главы МВД Украины Арсена Авакова, покойный в разговорах с родными жаловался на неприязненные отношения с этими людьми, так как они не рассчитались с ним по долгам за организованные политические акции. Эта версия рассматривается как одна из основных в совершении убийства.